# Polynormande 2021
La 41e édition de la Polynormande a eu lieu le 15 août 2021. Elle fait partie du calendrier UCI Europe Tour 2021 en catégorie 1.1.
L'épreuve est remportée par Valentin Madouas de l'équipe Groupama-FDJ qui s'impose au sprint devant deux autres coureurs, Benoît Cosnefroy (AG2R Citroën) et Anthony Perez (Cofidis)
.

## Présentation

### Parcours
Après deux tours de circuit dans les rues d'Avranches, le départ réel est donné à la sortie de la ville, en direction de la commune d'Isigny-le-Buat dans laquelle se dispute un sprint intermédiaire. La course se dirige ensuite vers le sud du département de la Manche et entre sur le circuit final de Saint-Martin-de-Landelles. Ce circuit fermé, long de 12,5 kilomètres, comportant notamment la côte de la Pigeonnière et un faux-plat montant de 1,5 kilomètre vers la ligne d'arrivée, est parcouru 11 fois par les coureurs.

### Équipes
Classée en catégorie 1.1 de l'UCI Europe Tour, la Polynormande est par conséquent ouverte aux équipes UCI WorldTeam dans la limite de 50 % des équipes participantes, aux équipes continentales professionnelles, aux équipes continentales et aux équipes nationales.
Quatorze équipes participent à cette Polynormande : trois WorldTeams, quatre ProTeams et sept équipes continentales :
| WorldTeams (3)- AG2R Citroën Team - Cofidis - Groupama-FDJ ProTeams (4)- Arkéa-Samsic - B&B Hotels p/b KTM - TotalEnergies - Delko Équipes continentales (7)- Bike Aid - Xelliss-Roubaix Lille Métropole - Saint Michel-Auber 93 - Black Spoke - Swiss Racing - Nippo-Provence-PTS Conti - Global 6 Cycling |
| |

## Récit de la course
Quelques kilomètres après le départ d'Avranches, une échappée de 11 coureurs, représentant cinq équipes, se forme en tête de course et atteint jusqu'à 1'15 d'avance sur le peloton. À 70 kilomètres de l'arrivée, après plusieurs attaques dans le peloton désormais coupé en deux ainsi que dans l'échappée, il ne reste plus que six coureurs à l'avant : Anthony Perez pour la formation Cofidis, Valentin Madouas de la Groupama-FDJ, Alexandre Delettre de l'équipe Delko, Romain Hardy du Team Arkéa-Samsic, Benoît Cosnefroy et Dorian Godon représentant tous les deux la formation AG2R-Citroën. Le dernier tour du circuit de Saint-Martin-de-Landelles est marqué par les attaques successives de Madouas, Cosnefroy et Perez, qui ne sont plus que trois en tête de course. Le sprint est lancé par Valentin Madouas, qui s'impose sur cette septième épreuve de la Coupe de France 2021 devant le vainqueur de la Polynormande 2019, Benoît Cosnefroy, et Anthony Perez,.

## Classement

### Classement final
| \| Classement général \| Classement général \| Classement général \| Classement général \| Classement général \| \| Coureur \| Coureur \| Pays \| Équipe \| Temps \| \| ------------------ \| ------------------ \| ------------------ \| ------------------ \| ------------------ \| \| 1er \| Valentin Madouas \| France \| Groupama-FDJ \| 3 h 49 min 57 s \| \| 2e \| Benoît Cosnefroy \| France \| AG2R Citroën Team \| + 0 s \| \| 3e \| Anthony Perez \| France \| Cofidis \| + 0 s \| \| 4e \| Dorian Godon \| France \| AG2R Citroën Team \| + 9 s \| \| 5e \| Romain Hardy \| France \| Arkéa-Samsic \| + 9 s \| \| 6e \| Alexandre Delettre \| France \| Delko \| + 9 s \| \| 7e \| Simon Geschke \| Allemagne \| Cofidis \| + 16 s \| \| 8e \| Alexys Brunel \| France \| Groupama-FDJ \| + 16 s \| \| 9e \| Alexis Gougeard \| France \| AG2R Citroën Team \| + 16 s \| \| 10e \| Anthony Delaplace \| France \| Arkéa-Samsic \| + 19 s \| |                    |           |                   |                 |
| |                    |           |                   |                 |
| Source : ProCyclingStats |                    |           |                   |                 |
| Classement général |                    |           |                   |                 |
| Coureur | Coureur            | Pays      | Équipe            | Temps           |
| 1er | Valentin Madouas   | France    | Groupama-FDJ      | 3 h 49 min 57 s |
| 2e | Benoît Cosnefroy   | France    | AG2R Citroën Team | + 0 s           |
| 3e | Anthony Perez      | France    | Cofidis           | + 0 s           |
| 4e | Dorian Godon       | France    | AG2R Citroën Team | + 9 s           |
| 5e | Romain Hardy       | France    | Arkéa-Samsic      | + 9 s           |
| 6e | Alexandre Delettre | France    | Delko             | + 9 s           |
| 7e | Simon Geschke      | Allemagne | Cofidis           | + 16 s          |
| 8e | Alexys Brunel      | France    | Groupama-FDJ      | + 16 s          |
| 9e | Alexis Gougeard    | France    | AG2R Citroën Team | + 16 s          |
| 10e | Anthony Delaplace  | France    | Arkéa-Samsic      | + 19 s          |

### Classements UCI
La course attribue aux coureurs le même nombre des points pour l'UCI Europe Tour 2021 et le Classement mondial UCI.
| Position           | 1er | 2e | 3e | 4e | 5e | 6e | 7e | 8e | 9e | 10e | 11e | 12e | 13e à 15e | 16e à 25e |
| Classement général | 125 | 85 | 70 | 60 | 50 | 40 | 35 | 30 | 25 | 20  | 15  | 10  | 5         | 3         |